# روزيتا (فلم)
روزيتا هو فيلم من نوع دراما أُصدر في 1999. الفيلم من إنتاج Les Films du Fleuve ‏، ومن توزيع لوكي ريد للتوزيع ‏، وهو من إخراج وسيناريو جان بيار داردين ‏.

## القصة
تقع أحداث الفيلم في بلجيكا. وقصة الفيلم الرئيسية حول إدمان الكحول.

## طاقم التمثيل
- إيميلي ديكيني
- فابريزيو رونجيون
- Claire Tefnin  [لغات أخرى]‏
- اوليفييه جورميه

## وصلات خارجية
- مقالات تستعمل روابط فنية بلا صلة مع ويكي بيانات